# Giấy phép Cơ sở dữ liệu Mở
Giấy phép Cơ sở dữ liệu Mở (tiếng Anh: Open Database License, viết tắt ODbL) là một thỏa thuận cấp phép nội dung mở có mục đích cho phép người dùng cuối tự do chia sẻ, thay đổi, và sử dụng một cơ sở dữ liệu, miễn là phải ghi công tác giả và cho phép người khác cũng sử dụng tương tự. Phiên bản ODbL 1.0 được xuất bản trong tiếng Anh ngày 29 tháng 6 năm 2009 bởi dự án Open Data Commons của Quỹ Kiến thức Mở (Open Knowledge Foundation) với sự cộng tác của Quỹ OpenStreetMap. Khác với một thỏa thuận cấp phép bản quyền như Creative Commons Ghi công–Chia sẻ tương tự (CC BY-SA), ODbL dựa trên luật hợp đồng để có hiệu lực ngoài Liên minh châu Âu, tại những khu vực không có khái niệm quyền cơ sở dữ liệu.
Dự án Science Commons của Creative Commons đã chỉ trích ODbL và khuyến khích phát hành các cơ sở dữ liệu vào phạm vi công cộng thay thế. Họ cho rằng ODbL khó hiểu đối với người thường và rằng cách dùng luật hợp đồng này có nhiều trường hợp chưa ổn.
Vào ngày 12 tháng 9 năm 2012, sau nhiều tranh luận trong cộng đồng, dự án bản đồ mở OpenStreetMap hoàn thành quá trình chuyển đổi cơ sở dữ liệu địa lý qua ODbL từ giấy phép CC BY-SA 2.0.